# Старий Шалай
Старий Шалай (рос. Старый Шалай) — присілок у складі Юргинського округу Кемеровської області, Росія.

## Населення
Населення — 189 осіб (2010; 222 у 2002).
Національний склад (станом на 2002 рік):
- росіяни — 87 %